# Bahnhof Meuselwitz
Der Bahnhof Meuselwitz ist ein ehemaliger Eisenbahnknotenpunkt im heutigen Landkreis Altenburger Land im Freistaat Thüringen. Der Bahnhof war an vier Eisenbahnstrecken angeschlossen. Seit 2002 ist im Bahnhof der Zugbetrieb eingestellt. Heute wird die Station nur noch für die Strecke nach Regis-Breitingen im Museumsbetrieb bedient.

## Bahnhofsnamen
Der Bahnhof Meuselwitz trug folgende Namen:
- bis 1929: Meuselwitz
- bis 1953: Meuselwitz (Thür)
- seit 1953: Meuselwitz

## Geschichte
Der Bahnhof Meuselwitz wurde am 19. Juni 1872 gemeinsam mit der Bahnstrecke Zeitz–Altenburg eröffnet. Am 7. September 1874 wurde die Bahnstrecke nach Leipzig (Meuselwitz–Gaschwitz) und am 17. Oktober 1887 die Bahnstrecke Meuselwitz–Ronneburg eröffnet. Seit Juni 1942 führte die Bahnstrecke Regis-Breitingen–Meuselwitz durch das nördliche Meuselwitz-Altenburger Braunkohlerevier.
Aufgrund des Braunkohleabbaus wurde der Abschnitt Meuselwitz–Großröda der Bahnstrecke Meuselwitz–Ronneburg im Jahr 1965 stillgelegt. Durch den Aufschluss der Tagebaue Zwenkau und Groitzscher Dreieck wurde die Bahnstrecke nach Leipzig in den 1970er Jahren zwischen Lucka und Groitzsch unterbrochen und abgetragen. Danach wurde die Strecke bis Lucka bis zum 23. Mai 1993 im Güterverkehr betrieben.
Anfang 2004 wurde der Personenverkehr zwischen Altenburg und Zeitz eingestellt. Auf dem Teilstück Zeitz (Profen)–Meuselwitz verkehrten bis 2013 noch Kohlezüge zur Versorgung des Kraftwerkes in Mumsdorf und vereinzelte Züge zur Schotterrecyclinganlage Kriebitzsch.
Die Strecke Altenburg–Meuselwitz wird als Bahnhofsgleis des Bahnhofes Altenburg, die Strecke Meuselwitz–Tröglitz als Bahnhofsgleis des Bahnhofes Tröglitz im Güterverkehr befahren.
Die Bahnstrecke Regis-Breitingen–Meuselwitz ist die letzte Bahnstrecke in Meuselwitz, auf der Personenverkehr stattfindet. Sie wird im Museumsbetrieb befahren. Der Bahnhof Meuselwitz wurde zum Kulturbahnhof ausgebaut. Das stattliche Empfangsgebäude und ein durch die Kohlebahn genutzter Lokschuppen sind bis heute erhalten. Der Bahnhofsteil, in dem die Züge der Bahnstrecke Gaschwitz–Meuselwitz über Groitzsch hielten, wurde im Jahr 2009 durch die Kohlebahn auf eine Spurweite von 900 mm umgespurt.

## Anlagen
Der Bahnhof liegt südlich des Ortes, das Empfangsgebäude nördlich der Strecke Zeitz–Altenburg. Die Strecke von Gaschwitz endete östlich des Empfangsgebäudes, dort gab es mehrere Stumpfgleise. Zwischen den Strecken nach Gaschwitz und Altenburg lag ein Betriebswerk mit Ringlokschuppen. Für den Güterverkehr waren im Süden des Bahnhofes zahlreiche Abstellgleise vorhanden. Sie werden heute durch die Waggonbau Altenburg zum Abstellen genutzt.

### Hochbauten
Das Empfangsgebäude aus dem Jahr 1872 erfuhr um die Wende zum 20. Jahrhunderts mehrere Erweiterungen. Es ist bis heute erhalten, jedoch im Verfall begriffen. Weitere Hochbauten sind Güterschuppen, Wirtschaftsgebäude, Wohnhäuser, ein Ringlokschuppen mit Drehscheibe, ein Kohlenschuppen und mehrere Stellwerke. Zeitweise wies der Bahnhof mehr als 30 Gleise auf.

### Stellwerke
In Meuselwitz entstanden folgende Stellwerke:
| Bezeichnung | Funktion | Typ  | Baujahr | Außerbetriebnahme | Bauform                |
| ----------- | -------- | ---- | ------- | ----------------- | ---------------------- |
| B3          | Fdl      | mech | 1913    | Januar 2013       | Jüdel                  |
| W1          | Ww       | mech | 1925    | Januar 2013       | Einheit                |
| W2          | Ww       | mech | 1938    | Januar 2013       | AEG mit Federspannwerk |
| W4          | Ww       | mech | 1913    | 1996              | Einheit                |
| W5          | Ww       | mech | 1913    | 1989              | Einheit                |
| W6          | Ww       | mech | 1913    | 28.09.1976        | Einheit                |
| W7          | Ww       | mech | 1913    | 28.09.1976        | Einheit                |

## Bilder

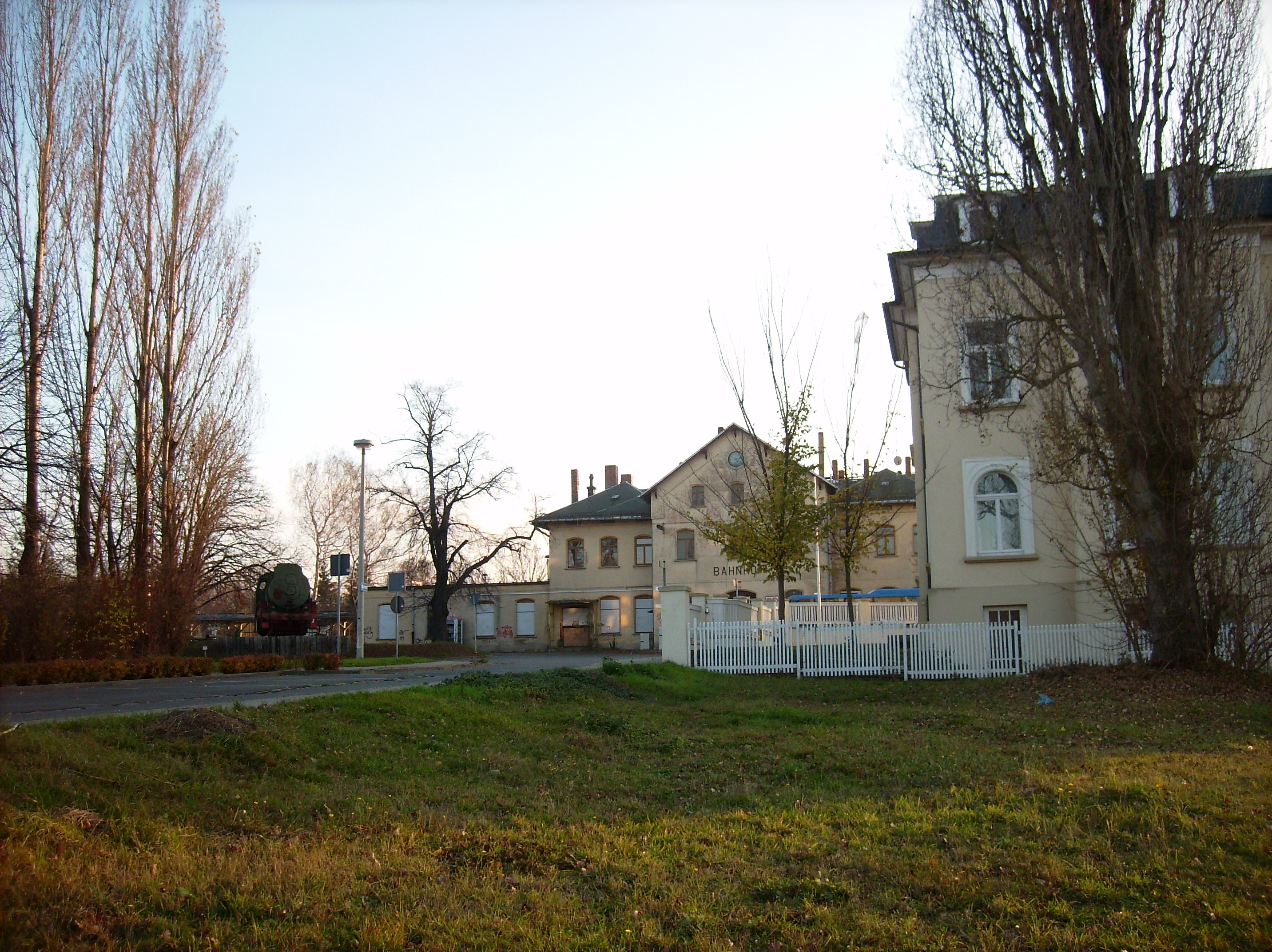
Bahnhof Meuselwitz, Straßenseite
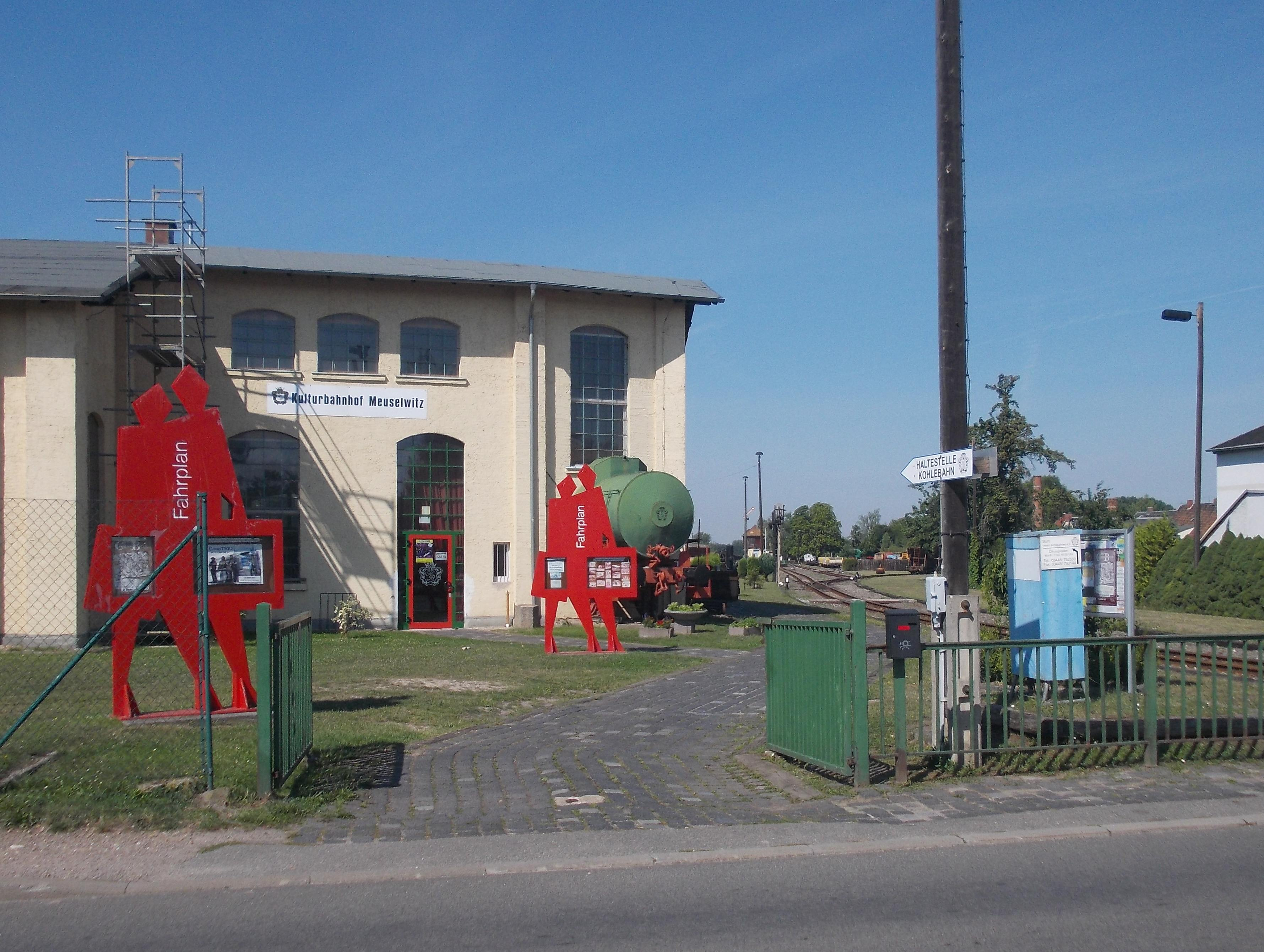
Kulturbahnhof Meuselwitz
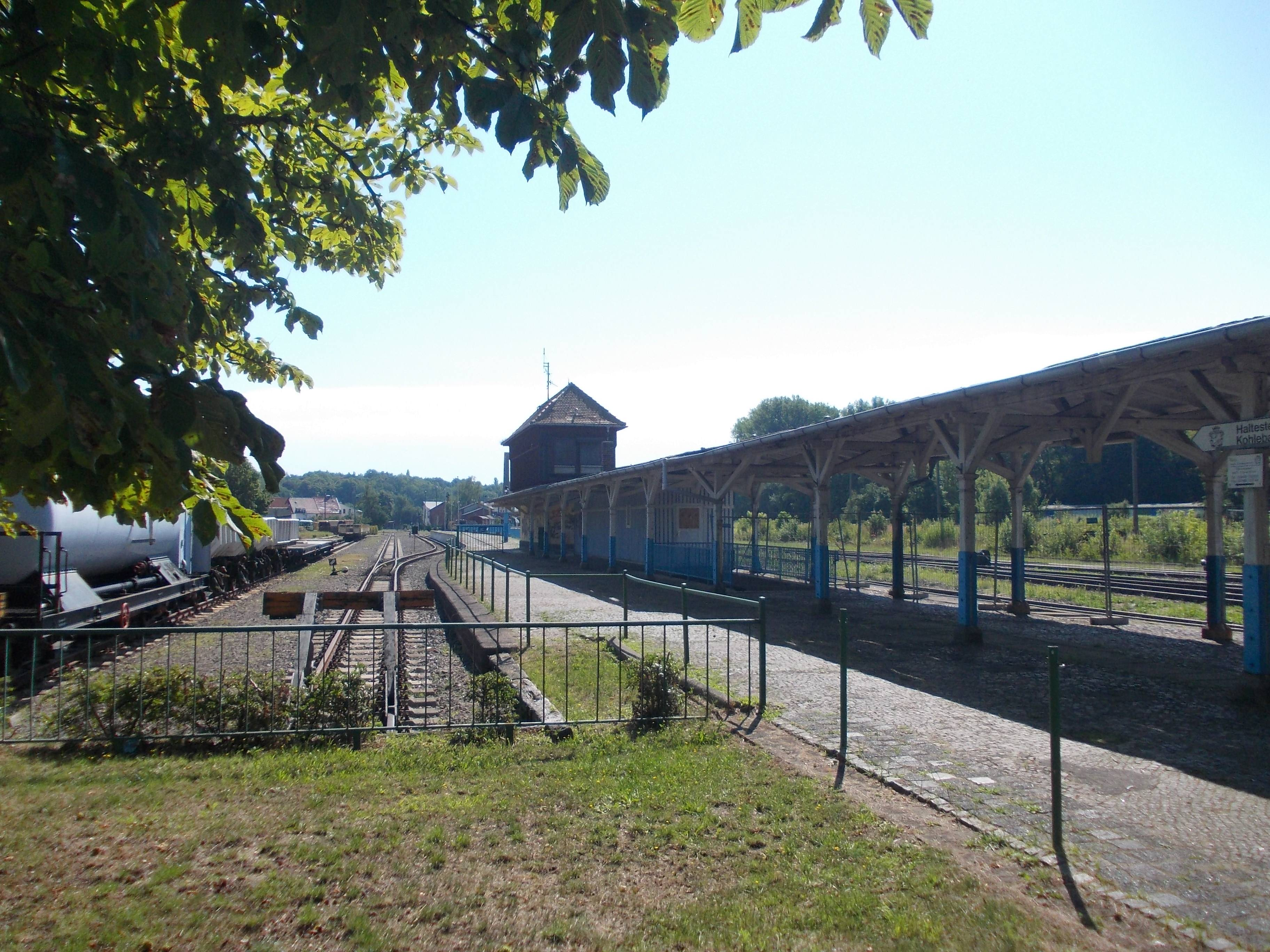
Bahnhof Meuselwitz, Bahnsteig
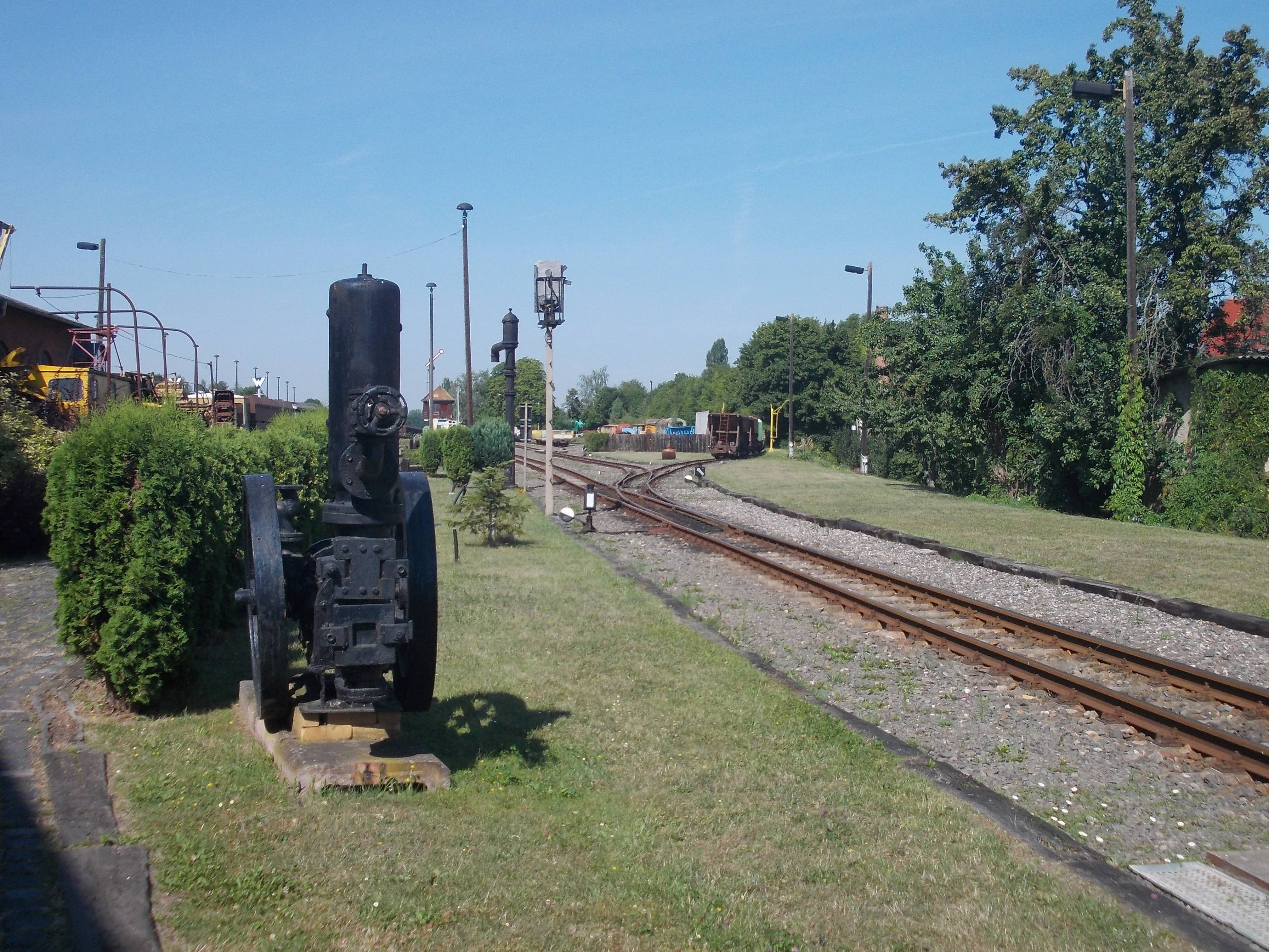
Bahnhof Meuselwitz, Gleise
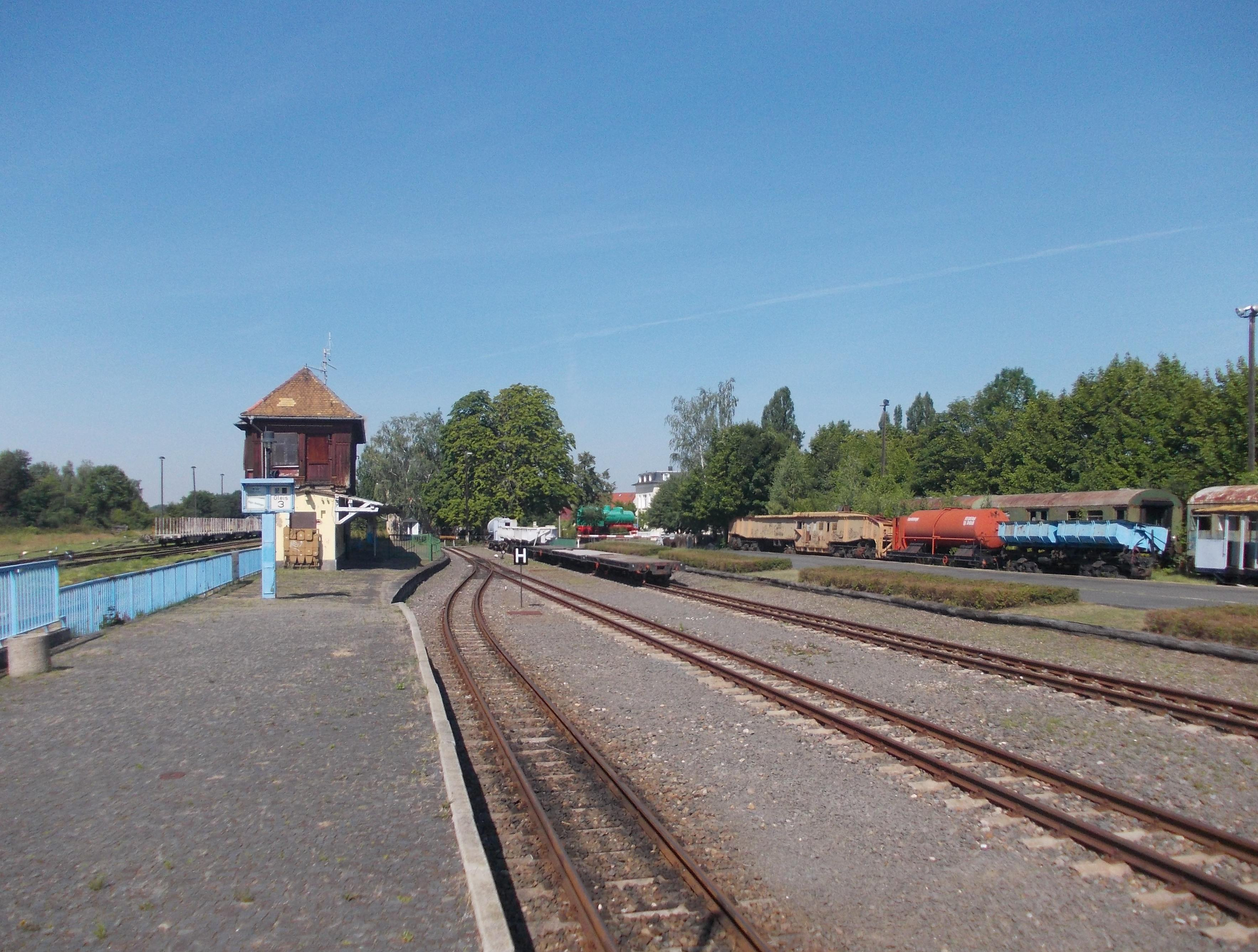
Bahnhof Meuselwitz, Gleise